# サンデー・ドライバー (映画)
サンデー・ドライバー (Sunday Driver) は、キャロル・ストロング (Carol Strong) 監督により、2005年に公開されたアメリカ合衆国のドキュメンタリー映画で、当初コンプトンに設立され、カリフォルニア州で最も歴史が古い、黒人ローライダー自動車クラブ「The Majestics」の活動を記録した作品。クラブに密着して撮影された、接写や隠しカメラの映像などを用いたインタビュー場面などを通して、南カリフォルニアのリーライダーたちのライフスタイルを間近に目の当たりにできる映画となっている。

## 「グランド・セフト・オート・サンアンドレアス」特別版
このドキュメンタリーは、その後、Rockstar Games の「グランド・セフト・オート・サンアンドレアス」特別版の一部に組み込まれた。